# IC 836
IC 836 ist eine Spiralgalaxie vom Hubble-Typ Sb im Sternbild Drache am Nordsternhimmel. Sie ist schätzungsweise 129 Millionen Lichtjahre von der Milchstraße entfernt.
Das Objekt wurde am 1. Juni 1888 vom US-amerikanischen Astronomen Lewis Swift entdeckt.